# Kfar Baruch

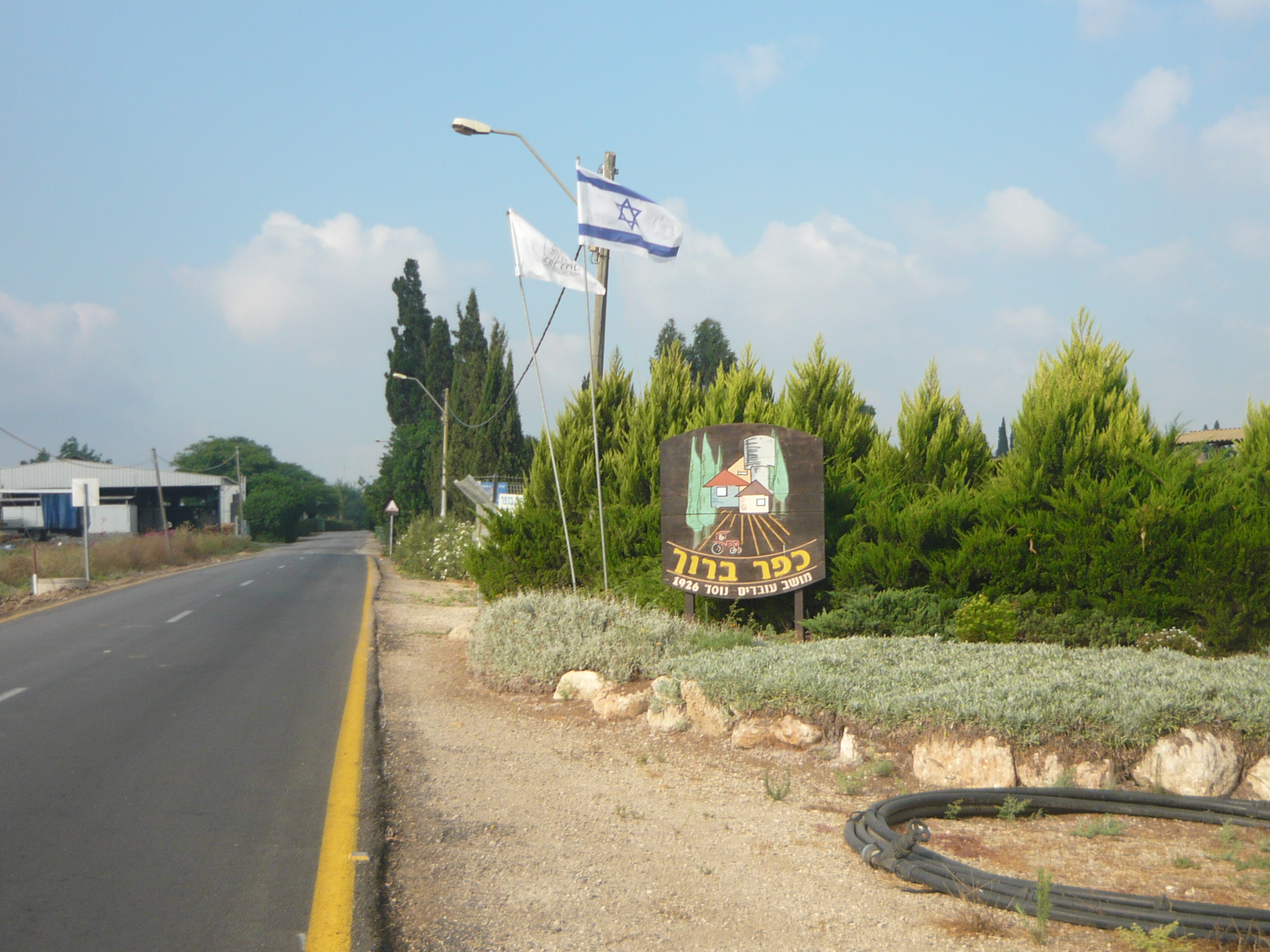
ingresso a Kfar Baruch

Kfar Barukh (ebraico: כְּפַר בָּרוּךְ, lett. Villaggio Baruch) è un moshav nel nord di Israele. Situato vicino ad Afula, rientra nella giurisdizione del Consiglio regionale della Piana di Esdraelon. Nel 2021 aveva una popolazione di 667 abitanti.

## Storia
Il moshav è stato fondato nel 1926 da immigrati ebrei provenienti da Bulgaria, Caucaso, Kurdistan e Romania. Prende il nome da Baruch Kahane, un filantropo ebreo in Romania che fondò il villaggio.

## Archeologia
Una tomba a loculi con due camere è stata scoperta vicino a Kfar Baruch. All'interno è stato ritrovato un ossario con l'iscrizione "Iuda (figlio) di Taddeo". Risale al I-II secolo d.C..